# 一号舘
一号舘（いちごうかん）は、三重県の北部を中心に店舗を展開するスーパーマーケットとその運営企業である。CGCグループに加盟している。

本社は、三重県四日市市で、北勢地区を中心に食品スーパーの「一号舘」のほか、ディスカウントストアの「F☆マート」やホームセンター「ミスタートンカチ」なども運営している。

## 歴史・概要
1863年（文久3年）に醤油の醸造を始めたサンジルシ醸造の関連企業として、1958年（昭和33年）6月に「株式会社主婦の店四日市店」を設立し、同社の初代社長・佐藤信之助の実弟の佐藤悦蔵が社長に就任した。
同年9月6日に「主婦の店四日市店」として三重県下初のスーパーマーケットを開いたのが始まりである。
1964年（昭和39年）1月23日に主婦の店四日市店で石油ストーブが落下して半焼する火災が発生し、同年4月に「株式会社一号舘」に社名を変更した。
1960年代からコストを抑制しながら年中無休・深夜0時までの営業を行って、同業他社との差別化を図っていた。
1970年（昭和45年）2月にヤマナカが主導した「中部スーパーマーケットグループ（メザック）」の設立に参画した。
1972年（昭和47年）に生鮮食品の加工や食品のパッケージ化を1か所で集中して行って配送するセントラルシステムを日本のスーパーとしてはいち早く導入し、商品の温度管理・衛生管理と合理化を行うことで、各店舗での経費抑制を図ると共に、鮮度の高い生鮮食品を各店舗へ供給することに成功した。
1973年（昭和48年）9月にスーパーマーケットと生活関連商品を組み合わせたコンビネーションストアの「ユアーズ」を1号店として桑名店を開店した。
1978年（昭和53年）6月23日に「株式会社ミスターベンリー」を設立し、1983年（昭和58年）に約80坪の店舗でコンビニエンスストアと生鮮食料品を組み合わせた24時間営業店のミスターベンリー1号店を開店した。
その間の1981年（昭和56年）8月1日には桑名市江場に日曜大工用品専門のホームセンターの「ミスタートンカチ」1号店として桑名店を開店した。
店舗と本社・配送センターを完全オンライン化し、地区別・時間帯別・商品別のデータ分析を行って深夜でも新鮮な刺身などの生鮮食品を品揃えすることで、地域の冷蔵庫となることを目指す戦略を展開した。
1985年（昭和60年）12月に三重銀行と日本通信工業が共同開発したキャッシュカードとデータ通信を利用した「三重カードショッピングシステム」の取り扱いを開始した。
1988年（昭和63年）5月に本社・配送センターを日永東に移転し、商品の温度管理・衛生管理と合理化を一段と進めた。
また、棚卸や受発注のシステム化の為、ペン型のOCR読取装置を導入した後、手に持って読み取らせることが可能なレーザー式のOCRへ切り替えるなど、作業の効率化のためのシステム導入も進めた。
1989年（平成元年）3月にミスターベンリーを吸収合併して統合した。
1994年（平成6年）7月に桑名市に食品スーパーとホームセンターを同一敷地内に別棟で併設するスーパーセンターの「F1マート」の1号店として七和店を開店した。
1990年代半ばには、本社・配送センターから車で約90分以内に集中出店するドミナント戦略を採用し、約500m2規模のスーパーを中心とした店舗網であったが、競争激化に対応して、約1,000m2から1,500m2規模へ切り替えを進めて、店舗の大型化を図った。
こうした経営方針により、1983年（昭和58年）の売上高約190億円であったが、1993年（平成5年）に配送センター3ヶ所・150店舗への成長を目指して出店を進め、1996年（平成8年）3月期には40店舗で売上高約316億円を上げるようになった。
2010年代半ばには、羽田空港に全国から集まる豊富で新鮮な魚介類を扱う売り場「羽田市場」を開設するなど価値訴求型のスーパーへの改装も進めた。

## 沿革
- 1958年（昭和33年）
  - 6月 - 株式会社主婦の店四日市店を設立[1]。
  - 9月6日[9] - 主婦の店四日市店を開店[1]。
- 1964年（昭和39年）
  - 1月23日 - 主婦の店四日市店で石油ストーブが落下して半焼する火災が発生[11]。
  - 4月 - 株式会社一号舘に社名を変更[12]。
- 1972年（昭和47年） - 食品のパッケージ化を1か所で集中して行って配送するセントラルシステムを導入[10]。
- 1973年（昭和48年）9月 - ユアーズを1号店（桑名店）を開店[16]。
- 1978年（昭和53年）6月23日 - 株式会社ミスターベンリーを設立[17]。
- 1981年（昭和56年）8月1日 - 桑名市江場にミスタートンカチの1号店（桑名店）を開店[19]。
- 1983年（昭和58年） - ミスターベンリー1号店を開店[18]。
- 1985年（昭和60年）12月 - 「三重カードショッピングシステム」の取り扱いを開始した[20]。
- 1988年（昭和63年）5月 - 本社・配送センターを日永東に移転[18]。
- 1989年（平成元年）3月 - ミスターベンリーを吸収合併[18]。
- 1994年（平成6年）7月 - 桑名市にF1マートの1号店（七和店）を開店[18]。
- 2000年（平成12年）3月 - 生鮮百円舘の1号店（日永店）を開店する。
- 2003年（平成15年）10月 - シジシージャパンに加盟する。
- 2018年（平成30年）11月 - Ichigokan+PLUSの1号店（桑名陽だまり店）を開店する。

## 店舗

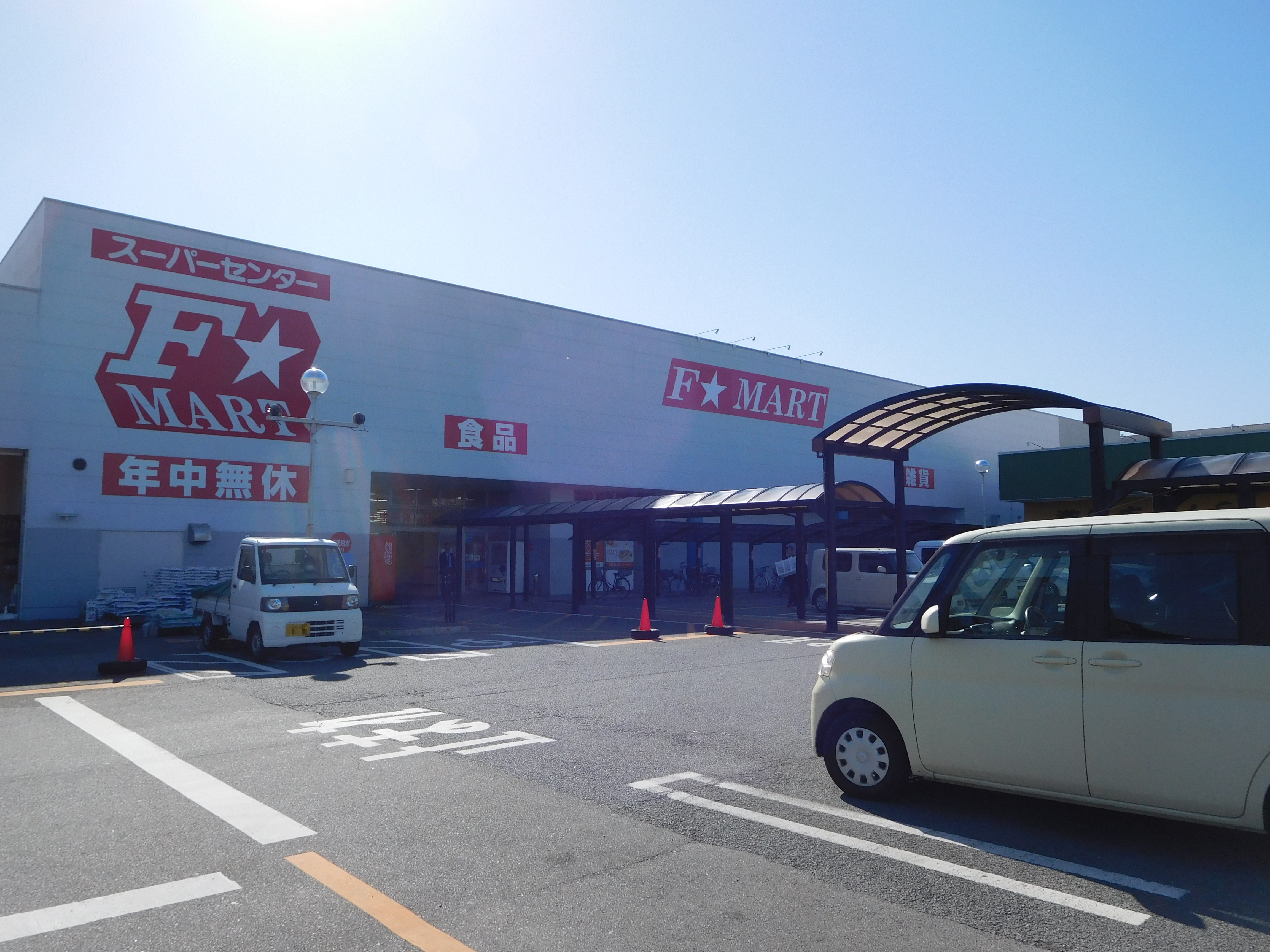
F☆MART津南店

- 一号舘 - スーパーマーケット[2][22]・食品スーパー[3]。
- F☆マート - スーパーセンター業態の[22]ディスカウントストア[3]。
- ミスタートンカチ - 日曜大工用品専門のホームセンター[2]。

### かつて存在した業態
- F1マート - 食品スーパーとホームセンターを同一敷地内に別棟で併設するスーパーセンター[18]。
- ユアーズ - スーパーマーケットと生活関連商品を組み合わせたコンビネーションストア[2]。
- ミスターベンリー - コンビニエンスストアと生鮮食料品を組み合わせた24時間営業店[2]。約80坪[18]。
- ダック - ファーストフード店[2]。

### かつて存在した店舗

#### 四日市市
- 四日市店（四日市市中部1-8[23]、1958年（昭和33年）9月9日開店[24]）

売場面積782m2
- 赤堀店（四日市市赤堀2-17[26]、1969年（昭和44年）12月5日開店[26]）

延べ床面積約594m2、売場面積約528m2
食料品・雑貨
- 追分店（四日市市前田町19-5[12]、1970年（昭和45年）12月11日開店[24]）

売場面積520m2
- （初代）坂部店（四日市市坂部が丘3-1-27[12]、1971年（昭和46年）12月開店[25]）

売場面積392m2
- 富田店（四日市市富田1-25-14[27][9]、1962年（昭和37年）7月8日開店[9]）

延べ床面積約825m2、売場面積約400m2
食料品・雑貨
- （初代）笹川店（四日市市笹川5-65-1[27]、1976年（昭和51年）1月開店[25]）

売場面積660m2
- 公園前店（四日市市日永東1-1-17[27]、1978年（昭和53年）10月開店[25]）

売場面積495m2
- 羽津店（四日市市）

売場面積985m2
- 三重団地店（四日市市三重6-130-1[29]）
- 浜田店（四日市市北浜田町2135[29]）
- ミスターベンリー羽津店（四日市市別名1-3898[17]）
- ミスターベンリー富洲原店（四日市市富洲原町9-13[17]）

#### 桑名市
- 桑名ユアーズ（桑名市寿町3-65[27][30]、1973年（昭和48年）9月開店[16] - 2013年（平成25年）1月6日閉店[30]）

約250坪の食品売り場に約200坪の生活雑貨売り場を組み合わせた合計約450坪のコンビネーションストアとして開業した。
- 大山田店（桑名市大山田1-7-2[31]、1979年（昭和54年）3月開店[25] - 2014年（平成26年）7月7日閉店[31]）

売場面積1,440m2
- カワビシ店[26] → 益生店[27]（桑名市三ツ矢橋36-12[26][27]、1968年（昭和43年）9月25日開店[26]）

延べ床面積約300m2、売場面積約264m2
食料品・雑貨
- 日進店（[桑名市八幡町36[27]、1972年（昭和47年）7月開店[25]）

売場面積474m2
- （初代）ミスタートンカチ七和店（桑名市、1985年（昭和60年）開店[32]）

隣接地に食品スーパーとホームセンターの複合店舗F1マート七和店が1994年（平成6年）7月に開業することに伴い、閉店することになった。
- ミスターベンリー北別所店（桑名市北別所池之割1146[17]）

#### いなべ市・三重郡
- 阿下喜店（員弁郡北勢町大字阿下喜字的場1820[27]）

- （初代）菰野店（三重郡菰野町大字菰野1026-1[12][26]、1965年（昭和40年）7月20日開店[26]）

延べ床面積約326m2、売場面積約270m2
食料品・雑貨
国道306号線沿いの旭町にあったボウリング場跡に出店した。

#### 鈴鹿市・亀山市
- 旭が丘店（鈴鹿市旭が丘4-16-3[27]、1979年（昭和54年）4月開店[25]）

売場面積320m2
- ミスターベンリー井田川店（亀山市みどり町55-15[17]）

#### 津市
- 白塚店（津市白塚町白池31-55[27]）
- 片田店（津市片田新町20-12[27]）

#### 愛知県
- 前ヶ須店（愛知県海部郡弥富町大字前ヶ須字午新田612[27]、1980年（昭和55年）7月開店[25]）

売場面積400m2

## 事業所
- 本社・配送センター（三重県四日市市日永東3-4-1[1]、1988年（昭和63年）5月開設[18]。）

敷地面積21,113.36m2、建築面積6,279.90m2、延べ床面積8,067.45m2
設計・伊藤建築設計事務所、施工・太宗建設